# Monroe (Washington)
Pour les articles homonymes, voir Monroe.
Monroe est une ville du comté de Snohomish, dans l'État de Washington, aux États-Unis. Il est situé au confluent des rivières Skykomish, Snohomish et Snoqualmie près des contreforts des Cascades, à environ 50km au nord-est de Seattle. La population de Monroe est de 19 699 au recensement de 2020 et est estimée à 20 209 en 2021.
Monroe est fondée à l'origine en 1864 en tant que ville de  Park Place, située au confluent de la rivière entre plusieurs colonies existantes dans la vallée de Tualco. Le lotissement urbain est auparavant un poste de traite utilisé par le peuple indigène Skykomish. Park Place est rebaptisé Monroe en 1890 en l'honneur du président américain James Monroe, et est déplacé vers le nord-est pour être près des voies du Great Northern Railway, qui est construit en 1892. Monroe est incorporé en 1902 et est choisi comme siège d'une importante usine de lait condensé et de la maison de correction de l'État.
Monroe devient une ville-dortoir de banlieue à la fin du XXe siècle, desservant les navetteurs vers Everett, Seattle et l'Eastside. Il abrite le complexe correctionnel de Monroe, qui absorbe la maison de correction d'origine en 1998, et l'Evergreen State Fair, qui a lieu chaque année à la fin de l'été. La ville est située à la jonction de deux autoroutes, la US Route 2 et la State Route 522, qui sont agrandies à la fin du XXe siècle pour desservir les navetteurs.

## Histoire

### Origines et création de Park Place
Le confluent des rivières Skykomish et Snoqualmie appartenait à l'origine à la tribu indigène Skykomish, qui occupait principalement la zone entre Monroe et Index d'aujourd'hui. La confluence elle-même est connue sous le nom de Tualco (Lushootseed : squa'lxo), et un village voisin de Skykomish nommé S'dodohobc servi de poste de traite entre plusieurs groupes de Salish de la côte,. Une colonie séparée près de Monroe moderne est utilisée par la bande S'dodohobc du peuple Snohomish. La terre autour de la confluence est défrichée en prairie et utilisée pour cultiver des baies, des noisettes et d'autres plantes. Les Skykomish faisaient partie des tribus à signer le traité de Point Elliott en 1855, cédant effectivement leurs territoires traditionnels, y compris les zones de Tualco et de confluence.
La zone autour de Monroe moderne est étudiée par George B. McClellan et le US Army Corps of Engineers au cours de leur expédition pour trouver un laissez-passer approprié pour un chemin de fer à travers les montagnes Cascade. Le traité de Point Elliott n'a été pleinement ratifié qu'en 1859, mais les premiers colons américains sont déjà arrivés et revendiquent les droits des squatters sur la propriété de la vallée de Skykomish. Robert Smallman, un immigrant anglais, est arrivé en 1855 et est le premier à s'installer sur les terres autour de l'actuel Monroe. Il est suivi par Henry McClurg, un commissaire de comté nommé, qui s'est installé dans la région avec sa femme Martha en 1860. McClurg fonda plus tard la colonie de Park Place en 1864, sur un site situé à 1km à l'ouest du centre-ville moderne de Monroe. Deux autres colons arrivèrent en 1860 : Salem Woods, qui revendiquait une petite prairie au nord-est de Tualco et fut plus tard élu shérif du comté ; et Charles Harriman, un législateur territorial qui s'est installé à Park Place.
Park Place et Tualco, situés de part et d'autre de la rivière Skykomish, grandissent avec l'arrivée de nouveaux colons dans les années 1860 et 1870. Un district scolaire local, le deuxième du comté, est créé en 1869 par McClurg, et Park Place acquiert un bureau de poste en 1877 avec Woods comme maître de poste. Un ferry traversant la rivière Skykomish est établi en 1882, plusieurs années avant le début du service régulier de bateaux à vapeur sur la rivière aussi loin à l'est que Sultan. Les premières routes de la région sont arpentées en 1882, y compris une route carrossable de 17km reliant Park Place à Snohomish à l'ouest. Au cours des années 1880, les colons de Park Place et de Tualco reçoivent leur première cargaison de bovins laitiers et commencent à planter du houblon, qui deviendrait brièvement une culture commerciale jusqu'à ce que l'arrivée du puceron du houblon et la panique économique des années 1890 ruinent la récolte.

### Renommer et déplacer

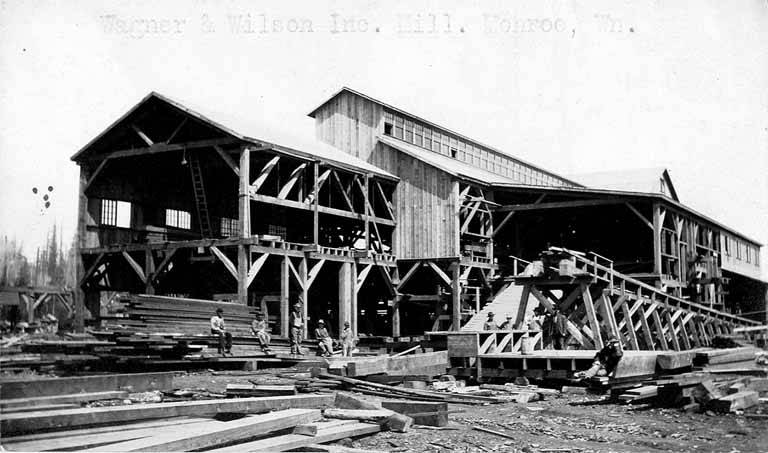
La scierie Wagner et Wilson, l'une des plus importantes de Monroe au début du XXe siècle

Le bureau de poste et le magasin général d'origine de Park Place sont abandonnés et remplacés par un nouveau bâtiment qui ouvre ses portes en 1890. John Vanasdlen, exploitant d'un nouveau magasin, demande la réouverture du bureau de poste mais est rejeté par le département américain des postes, qui n'autorisait qu'un seul mot pour les nouveaux bureaux. "Monroe" est choisi par Vanasdlen, avec la contribution de McClurg, en l'honneur du président américain James Monroe. Le nouveau bureau de poste de Monroe est accordé par le département américain des postes le 19 mars 1890.
Le Great Northern Railway choisit un itinéraire au-dessus de Stevens Pass à la fin des années 1880 pour son chemin de fer transcontinental reliant Seattle à St. Paul, Minnesota, apportant un nouveau développement à la vallée de Skykomish. Monroe à Park Place est fondé en 1890 et acquiert plusieurs nouvelles entreprises, dont un forgeron, une épicerie, un deuxième hôtel et un boucher. L'enquête finale pour Great Northern en 1891 place les voies ferrées à 1km au nord-est de Park Place, contournant la colonie en faveur d'un tracé plus droit pour traverser la rivière Snohomish au sud du centre-ville de Snohomish.
Le chemin de fer construit un petit dépôt nommé "Wales" sur les 16 ha de la propriété de Jack Stretch, qui établit une colonie sur le côté nord des voies qu'il nomme "Tye City" pour l'ingénieur de localisation de Great Northern, George Tye. Great Northern achève son chemin de fer à travers la vallée de Skykomish en janvier 1893, à la suite de travaux supplémentaires près de Snohomish pour reconstruire un pont qui est détruit lors d'une inondation. À la fin de 1892 et au début de 1893, plusieurs marchands de Park Place déplacent leurs bâtiments vers le côté sud de Tye City en utilisant des attelages de bœufs, des chevaux et une batteuse à vapeur. Après le déménagement du magasin général et du bureau de poste de Vanasdlen, la colonie devient connue sous le nom de Monroe.
L'achèvement du chemin de fer attire des exploitations forestières dans la région de Monroe, stimulées par l'ouverture de la première usine de bardeaux en 1894 et de la première scierie sur Woods Creek en 1897. Un pont sur la rivière Skykomish est ouvert en 1894 pour remplacer le ferry et la première église de la ville est établie deux ans plus tard. Le gouvernement du comté choisit un site de 16ha au nord de Monroe pour une ferme pauvre de 20 lits sur le site moderne de l'Evergreen State Fairgrounds ; il devint plus tard le Valley General Hospital. Une coopérative d'agriculteurs de la région de Monroe construit la première crémerie de la ville en 1895, qui est détruite dans un incendie quatre ans plus tard et reconstruite plus tard. À la fin de la décennie, Monroe gagne un nouveau bâtiment scolaire, un service téléphonique, un journal local, un médecin à plein temps et des trottoirs pavés.

### Incorporation et nouvelles industries

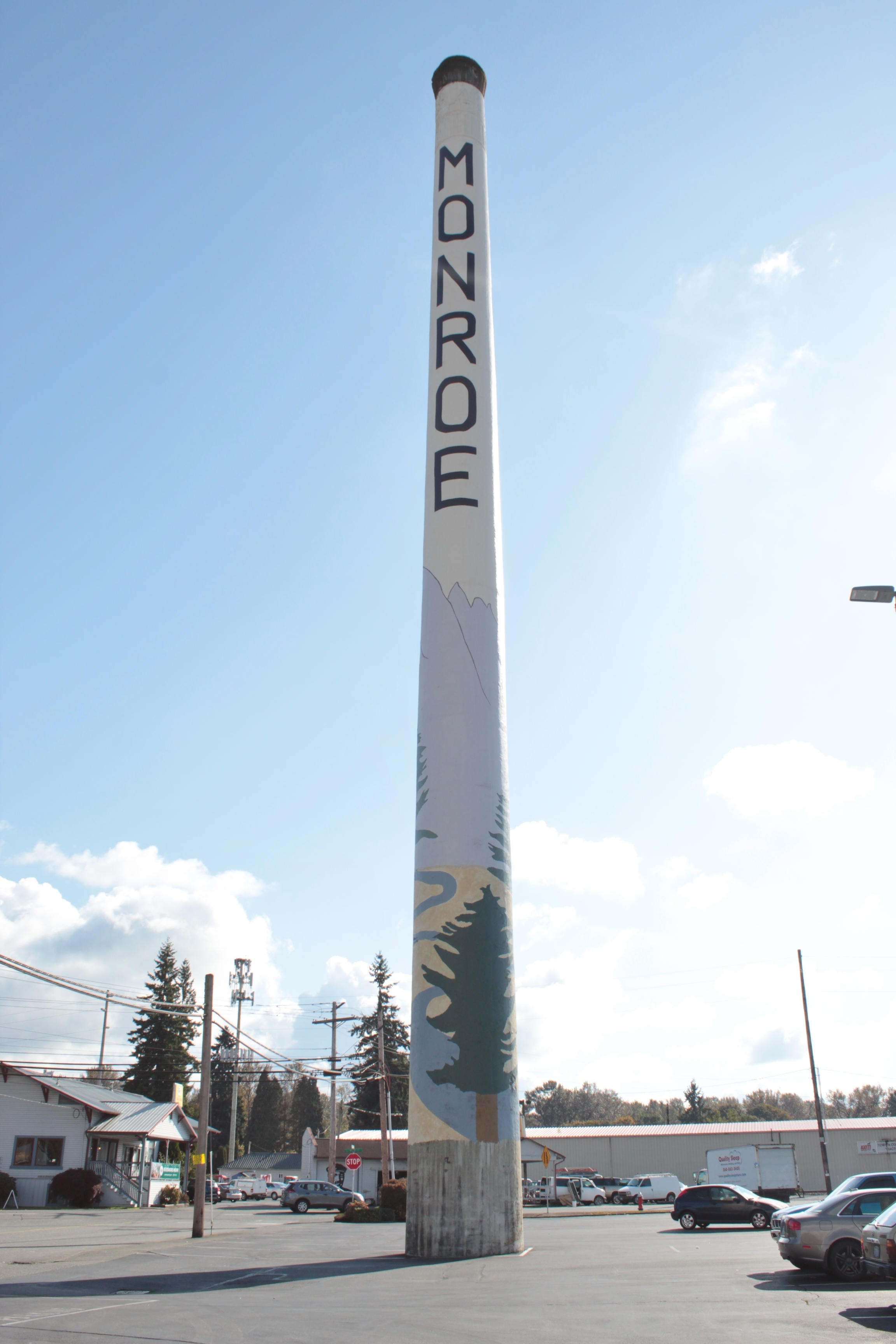
Le Carnation Condensery Stack, construit pour une usine de lait condensé qui ferme en 1928 et brûlé dans un incendie en 1944

Le matin du 16 septembre 1901, un incendie s'est déclaré dans la salle communautaire des Odd Fellows et s'est propagé aux bâtiments voisins, détruisant le seul bloc complet d'entreprises à Monroe. L'incendie cause des dommages estimés à 8 100 $, mais les entreprises et les bâtiments sont reconstruits et en deux ans, un service d'incendie permanent est créé. Monroe est constituée en tant que ville de quatrième classe le 20 décembre 1902, à la suite d'un vote de 88 à 37 en faveur. Au moment de l'incorporation, la zone autour de Monroe comptait plus de 900 habitants, cinq magasins généraux, huit saloons, six restaurants, quatre scieries et cinq usines de bardeaux. Un nouvel hôtel de ville est achevé en novembre 1908, coûtant 7 000 $ et payés à l'aide d'une taxe de licence de berline ; le bâtiment abrite aujourd'hui un musée d'histoire locale.
Le nouveau gouvernement de la ville accorde une concession d'eau municipale à une entreprise privée en 1903, déclenchant un conflit avec les compagnies d'eau locales. Une compagnie des eaux concurrente poursuit en vain la ville pour obtenir des droits de franchise, mais acquiert la société franchisée d'origine pour exploiter l'eau de Monroe. Le gouvernement de la ville propose d'acquérir le système par le biais d'un rachat, mais leurs offres sont rejetées. Un système d'eau gravitaire séparé est construit par la ville en 1923, ce qui met le système privé en faillite. Le gouvernement de la ville accorde des franchises à des entreprises privées pour l'électricité et un hôpital en 1903. Monroe gagne une nouvelle route vers Snohomish en 1904, qui est suivie un an plus tard par un nouveau pont sur la rivière Skykomish sur Lewis Street (maintenant State Route 203).
Le gouvernement de l'État choisit Monroe comme site de la deuxième maison de correction de l'État en 1907, devant les offres concurrentes d'Arlington et de Sultan. Le premier détenu dans les bâtiments temporaires de l'établissement en août 1908; la construction d'un bâtiment permanent, qui fait maintenant partie du complexe correctionnel de Monroe, commence en mai 1910 et s'est achevée plus tard cette année-là pour un coût de 1,5 million de dollars. La Pacific Coast Condensed Milk Company ouvre une condensation de lait à Monroe le 29 août 1908, servant 2 000 visiteurs le "Condenser Day". L'usine est le plus grand producteur de lait condensé de marque Carnation et porte la population de la ville à 2 500 habitants dans les deux ans suivant son ouverture. En un an, l'usine produisait 250 tonnes de lait concentré par jour ; la condensation Carnation est fermée en 1928 et détruite dans un incendie le 23 mars 1944.
Au début des années 1910, Monroe et Cherry Valley abritaient sept districts scolaires desservant les communautés rurales des environs. Un lycée commun est proposé pour desservir les étudiants diplômés des sept districts et est ouvert le 1er septembre 1911. Un nouveau dépôt de train est construit par le Great Northern Railway en 1909 pour desservir la ligne principale ainsi qu'une ligne secondaire. traversant la vallée de Snoqualmie qui est ouverte deux ans plus tard par la route de Milwaukee. L'industrie locale du bois décline et est remplacée par une plus grande dépendance à l'égard de l'agriculture, à savoir des fermes laitières, maraîchères et de baies sur les terres déboisées autour de Monroe. L'une des plus grandes fermes de la région est de 2000 acres ferme de laitue et usine de conditionnement de viande appartenant à Charles Frye, plus tard le bienfaiteur du Frye Art Museum de Seattle.

### Foires et infrastructures civiles
Au cours des années 1920, plusieurs des plus grands employeurs industriels de Monroe étendent leurs opérations et attiré de nouvelles entreprises dans la région, y compris une première station de radio. Le gouvernement du comté ouvre un nouvel hôpital de 100 lits sur le complexe agricole pauvre en 1925 au coût de 92 000 $ pour fournir des services aux résidents locaux. À la fin de la décennie, la ville acquiert de nouvelles églises, une nouvelle salle maçonnique, une plus grande usine de condensation et une salle de cinéma. Une serre exploitée par le Great Northern Railway est créée en 1926 pour approvisionner les passagers et décorer les trains avec des fleurs fraîches. Le complexe s'est ensuite agrandi pour inclure dix serres, mais est démoli en 1962.
Au début de la Grande Dépression en 1929, plusieurs fermes de laitue de la région de Monroe se sont repliées et sont acquises par la Frye Company, qui fournit des emplois tout au long de la décennie à 1 000 habitants. La ferme est saisie à la fin des années 1930 par une filiale de Great Northern après la baisse des prix de la laitue. Les organisations de services de la ville organisent des programmes d'assistance caritative pour les résidents sans emploi et leurs familles, collectant des fonds auprès de grands employeurs pour financer des dons de nourriture et de vêtements. La Works Progress Administration (WPA) lance des projets d'amélioration civique autour de Monroe en 1933, y compris la réparation des dommages causés par une inondation majeure en février 1932. La WPA finance des améliorations routières et un nouveau collège avec un petit auditorium. qui abrite aujourd'hui le Wagner Performing Arts Center.
Les granges locales de la région de Monroe commencent à organiser des foires agricoles et des défilés dans les années 1930 sur une base semi-régulière. Le comté a sa propre foire régulière qui est organisée à Snohomish et Granite Falls jusqu'aux années 1920. Les granges accueillent la première cavalcade des vallées en 1941, qui est suivie par la foire du comté de Snohomish sur les terres agricoles pauvres en 1946. L'événement est rebaptisé Evergreen State Fair en 1949 et est depuis organisé chaque année à Monroe. Le parc des expositions est coupé en deux par la US Route 2, le successeur d'une autoroute antérieure traversant Stevens Pass, qui ouvre ses portes en 1949.
Après la Grande Dépression et la Seconde Guerre mondiale, l'économie de Monroe devient plus dépendante de l'agriculture et des petites industries. Une installation de transformation des aliments surgelés est située à Monroe jusqu'en 1958 et est remplacée par un transformateur de fruits de mer. En 1949, le gouvernement local rejette à deux reprises les propositions de devenir une ville de troisième classe en raison de l'augmentation des coûts de fonctionnement nécessaires; il manquait également un service d'incendie à plein temps. L'hôpital général de la vallée est créé en 1961 pour remplacer l'hôpital général géré par le comté dans le complexe agricole pauvre. Un tremblement de terre majeur frappe la région de Puget Sound le 29 avril 1965, causant de graves dommages à l'école secondaire Monroe d'origine et à son annexe. Le campus du lycée est démoli et remplacé par un nouveau bâtiment qui ouvre ses portes en octobre 1968 et sert la ville jusqu'à la construction du campus moderne en 1999. Great Northern est consolidé dans le Burlington Northern Railroad en 1970, et le dépôt ferroviaire de Monroe est démoli en octobre de la même année.

### Croissance suburbaine
La State Route 522, une nouvelle route nationale reliant Monroe à Bothell, est ouverte à la circulation le 10 février 1965. L'accès plus facile en voiture fait de Monroe une communauté de dortoirs pour Everett, Seattle et la région d'Eastside, avec de nouvelles subdivisions de banlieue construites autour de la ville et annexées à la fin de la décennie. Une nouvelle prison d'État, le Twin Rivers Corrections Center, est ouverte en 1984 et crée de nouveaux emplois dans la région malgré l'opposition des résidents.
L'ancienne ferme de laitue Frye dans l'ouest de Monroe est vendue à la fin des années 1980 à un promoteur immobilier basé à Eastside, qui propose le quartier résidentiel et industriel "Fryelands". Le parc industriel de Fryelands, autrefois proposé pour une usine de pièces de Boeing 777, est développé à côté d'un autre parc industriel qui est ouvert une décennie plus tôt. La composante résidentielle du développement s'est vendue en 1993 et commence la construction cette année-là aux côtés d'autres lotissements dans l'ouest de Monroe. Dans le cadre des mesures d'atténuation du projet Fryelands, un lac artificiel nommé Lake Tye est créé pour fournir des zones humides et un parc aux résidents. Entre 1990 et 2000, la population de la ville double pour atteindre plus de 13 000 habitants.
L'augmentation du développement résidentiel à Monroe aggrave la congestion sur la State Route 522, qui est nommée l'une des autoroutes les plus dangereuses des États-Unis. Le gouvernement de l'État lance un programme d'élargissement et d'amélioration de la sécurité en 1995 qui s'est poursuivi depuis lors, construisant progressivement des tronçons à quatre voies pour l'autoroute et améliorant les tronçons à deux voies restants. Au cours des années 1990 et 2000, plusieurs grands centres commerciaux et magasins à grande surface sont construits le long de la US Route 2 au nord du centre-ville. Le développement de North Kelsey au début des années 2010 amène un Walmart controversé à Monroe, qui est contesté par des militants du quartier pour avoir enfreint les plans de la ville pour un quartier commercial adapté aux piétons. Depuis 2000, la Downtown Revitalization and Enhancement Association of Monroe (DREAM) parraine des projets de revitalisation du centre-ville de Monroe afin de préserver la rue principale de la ville. Le développement plus récent à Monroe est concentré dans les collines du nord, qui sont annexées à la ville dans les années 2000.

## Économie

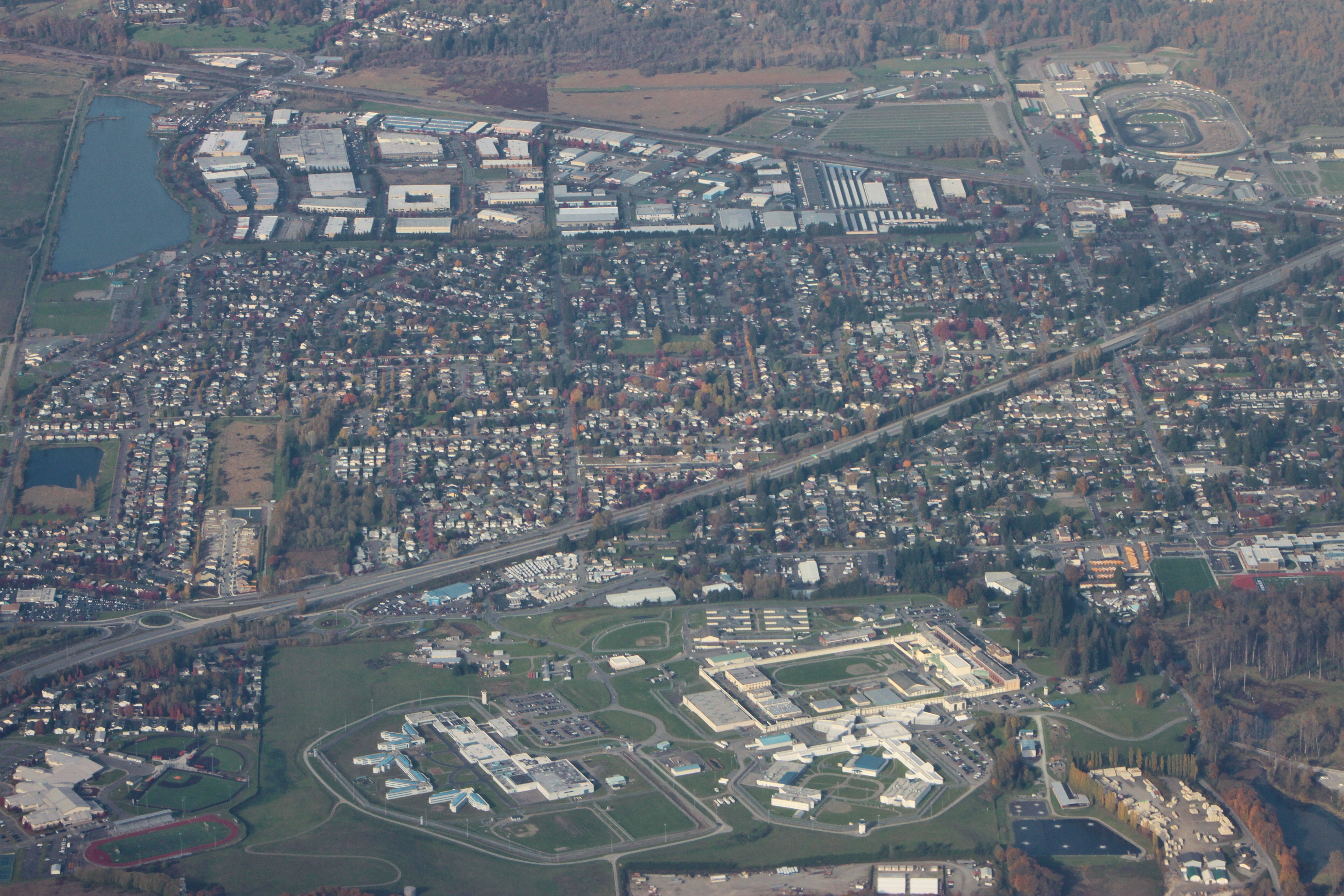
Vue aérienne de Monroe depuis le sud, y compris le complexe correctionnel de Monroe, Evergreen State Fairgrounds et la zone industrielle de Fryelands.

Monroe a une population active estimée à 7 644 habitants et un taux de chômage de 7,2 % en 2015. Seuls 15 % des résidents employés travaillent dans les limites de la ville, tandis que les autres se rendent dans d'autres villes pour travailler. Les emplacements les plus courants pour les emplois employant des résidents de Monroe sont à Seattle (15 %), Everett (9 %), Redmond (9 %), Bellevue (8%) et Kirkland (4 %). Le trajet aller simple moyen des travailleurs de la ville est d'environ 30,8 minutes en 2015; 75 % des navetteurs se rendaient seuls à leur lieu de travail en voiture, 14 % faisaient du covoiturage et 3 % utilisaient les transports en commun. Les professions les plus courantes pour les résidents de Monroe sont dans le secteur de l'éducation et des soins de santé (19 %), suivi de la fabrication (15 %), de la vente au détail (13 %) et des domaines professionnels (12 %).
La ville de Monroe compte 9 466 emplois, employant principalement des résidents de la ville et des petites communautés à l'est,. Le plus grand employeur de la ville est le Département des services correctionnels de l'État de Washington, qui exploite le complexe correctionnel de Monroe et fournit plus de 1 100 emplois. Parmi les autres grands employeurs figurent le district scolaire de Monroe, la carrière Cadman, l'Evergreen State Fair, EvergreenHealth Monroe et les grands détaillants. La ville possède également un grand parc industriel dans la région de Fryelands qui est créé dans les années 1990 et est entièrement développé en 2008, fournissant 24 pour cent des emplois dans la ville et 200.000m² d'espace. Les plus grands secteurs d'emploi non industriels comprennent les services professionnels, le gouvernement et la vente au détail, en particulier les magasins à grande surface le long du corridor de la route 2 aux États-Unis,.

## Démographie
Monroe est la neuvième plus grande ville du comté de Snohomish en termes de population, avec environ 20 209 habitants en 2021. Il a une grande population hispanique et latino qui tend plus haut que le reste du comté. La population de la ville augmente rapidement dans les années qui suivent son incorporation en 1902, mais s'est stabilisée à moins de 2 000 jusqu'aux années 1970. Le développement de la banlieue après l'achèvement de la State Route 522 et l'expansion de la US Route 2 provoquent de fortes augmentations de la population de Monroe, culminant dans les années 1990 et au début des années 2000. La population carcérale du complexe correctionnel de Monroe est incluse dans les statistiques du recensement depuis 1996. Plus de 65 % des maisons de Monroe sont des structures individuelles unifamiliales, tandis que plus de 15 % sont des unités résidentielles multifamiliales.

## Gouvernement et politique
Monroe est une ville sans code de charte avec un gouvernement maire-conseil. Le conseil municipal de sept membres se réunit généralement une fois par semaine à l'hôtel de ville, construit en 1977 et situé sur un campus du centre civique au sud-ouest du centre-ville,. Les membres du conseil municipal et le maire ont des mandats de quatre ans qui sont échelonnés et remplis lors d'élections tenues les années impaires. Six des membres du conseil sont issus de districts, tandis que le septième est élu en général ; avant 2017, le siège au sens large est élu pour un mandat de deux ans. Le maire actuel est Geoffrey Thomas, un ancien membre du conseil et urbaniste qui est élu en 2013 et réélu en 2017.
Le gouvernement de la ville compte 113 employés et un budget annuel de 27,1 millions de dollars en 2017, supervisé par un administrateur municipal nommé par le maire et le conseil municipal. Le gouvernement fournit des services municipaux par l'intermédiaire de ses départements, qui comprennent le développement communautaire, le développement économique, les services d'urgence, une cour municipale, les parcs et les loisirs, les permis, les travaux publics et les services publics,. La ville a un service de police avec 32 officiers et 10 travailleurs civils. D'autres services, y compris le district des incendies (basé à Monroe) et la bibliothèque publique, sont sous-traités aux autorités et agences régionales.
Au niveau fédéral, Monroe fait partie du 1er district du Congrès de Washington, qui est représenté par la démocrate Suzan DelBene depuis 2012. Au niveau de l'État, la ville fait partie du 39e district législatif, qui comprend également des zones rurales entre Sedro-Woolley et Skykomish. Monroe fait également entièrement partie du 5e district du Snohomish County Council, représenté par Sam Low de Lake Stevens depuis 2016.

### Centres correctionnels
Le Département des services correctionnels de l'État de Washington gère plusieurs établissements pénitentiaires dans la ville, qui sont regroupés dans le complexe correctionnel de Monroe depuis 1998. C'est la plus grande prison de l'État, avec une capacité de 2 500 détenus et détenus, et est divisée en cinq unités sur un campus de 147ha qui compte 1 185 travailleurs. La maison de correction de l'État de Washington ouvre ses portes en 1908 et s'est agrandie avec une unité pour les détenus souffrant de troubles mentaux en 1981 et l'établissement de garde moyenne Twin Rivers de 500 lits en 1984. L'unité à sécurité minimale de 467 détenus ouvre ses portes en 1997 et une unité de gestion intensive est ouverte en 2007 pour héberger 144 détenus à des niveaux de sécurité plus élevés. La proposition de la législature de l'État de fermer le complexe en 2009 en raison de ses coûts élevés est retirée et remplacée par des réductions de capacité dans d'autres installations.

## Culture

### Arts

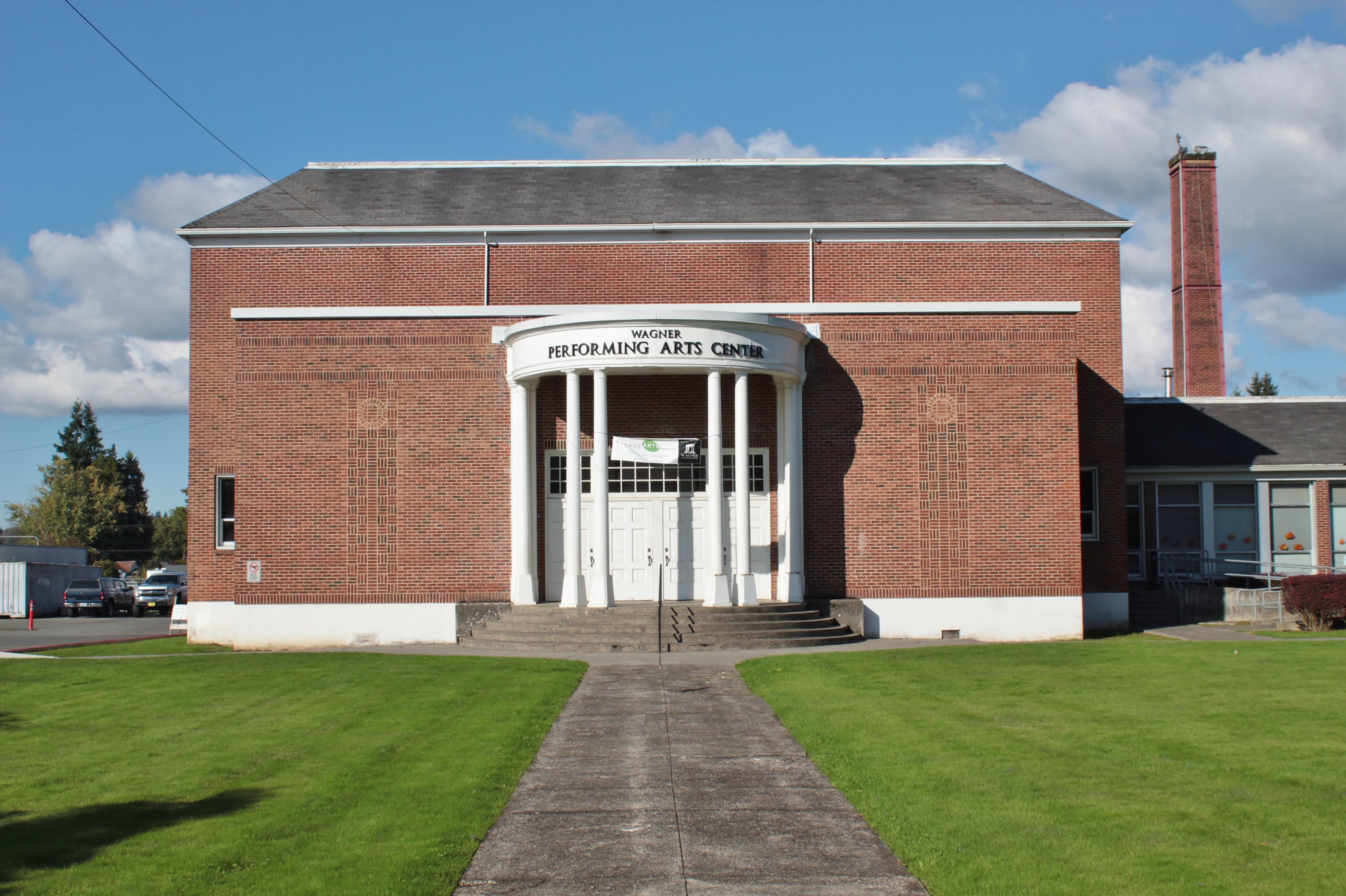
Le Wagner Performing Arts Center au centre-ville de Monroe

Un conseil des arts à but non lucratif pour Monroe est fondé en 2003 et parraine des projets et des événements artistiques dans la ville grâce à de petites subventions gouvernementales. Le conseil des arts parraine la création d'une peinture murale de 25m représentant l'écosystème des rivières locales qui est installée sur un bâtiment du centre-ville de Monroe en 2004. Le conseil des arts rénove un auditorium d'école élémentaire en centre des arts de la scène de la ville dans les années 2010 après qu'un projet de construction d'une installation dédiée est abandonné.
Une partie du film biographique dramatique de 1981 Jacqueline Bouvier Kennedy est tournée à Monroe. Le film d'horreur de 2002 The Ring et sa suite, The Ring Two, sont tous deux partiellement tournés à Monroe et Stanwood. Une scène du pilote de la série télévisée Web The Man in the High Castle est filmée au Lewis Street Bridge sur la State Route 203.

### Attractions et événements
La ville abrite l'Evergreen State Fair annuelle, une foire de comté qui a lieu fin août et début septembre dans un champ de foire situé au nord-ouest du centre-ville de Monroe. Il s'agit de la deuxième plus grande foire de l'État de Washington, derrière la foire de Puyallup, et attire environ 350 000 personnes au cours de ses douze jours. La ville organise également un défilé annuel lors du week-end d'ouverture de la foire fin août. Les 50ha de champs de foire appartiennent au gouvernement du comté et accueillent également d'autres événements tout au long de l'année. Le parc des expositions comprend également l'Evergreen Speedway, un circuit qui accueille la série NASCAR Craftsman Truck de 1995 à 2000.
Le festival de musique Summer Meltdown déménage de Darrington vers une propriété au sud de Monroe en 2022 après une pause de deux ans en raison de la pandémie de COVID-19. Le festival attire environ 4 000 participants; il n'est pas revenu pour 2023.
Le Snohomish County Explosion, une équipe de basket-ball semi-professionnelle évoluant dans la Ligue internationale de basket-ball et la Ligue nationale de basket-ball athlétique, organise ses matchs à Monroe Sports Arena sur le campus du lycée de 2008 à 2010 entre deux séjours à Everett.

### Parcs et loisirs
Monroe compte 14 parcs d'une superficie totale de 84ha, dont 25ha est désigné comme espace utilisable. Le département des parcs et des loisirs du gouvernement de la ville entretient les parcs et organise des événements récréatifs pour les résidents aux côtés d'organisations privées comme le YMCA. Monroe possède 22km de sentiers pédestres et cyclables polyvalents qui relient les quartiers et les parcs. Le plus grand parc de la ville est le parc Al Borlin, une réserve naturelle de 37ha avec des sentiers de randonnée situés sur la péninsule formée par la rivière Skykomish et Woods Creek. La ville est également située à proximité de deux parcs appartenant au comté : Lord Hill Regional Park, une réserve naturelle avec sentiers sauvages; et Fairfield Park, une installation avec plusieurs terrains de football près des limites ouest de la ville.
Le plus grand parc communautaire de Monroe est le Lake Tye Park de 26ha, qui comprend des terrains de sport, un skate park et un lac artificiel de 20ha peuplé de poissons. Dans les années 2010, un promoteur privé propose la construction d'un parc aquatique sur le lac Tye, mais le plan reste non financé. En 2014, le gouvernement de la ville propose de construire un sentier piétonnier et cyclable de 12km jusqu'à Snohomish qui rejoindrait le sentier régional du centenaire.

### Préservation historique

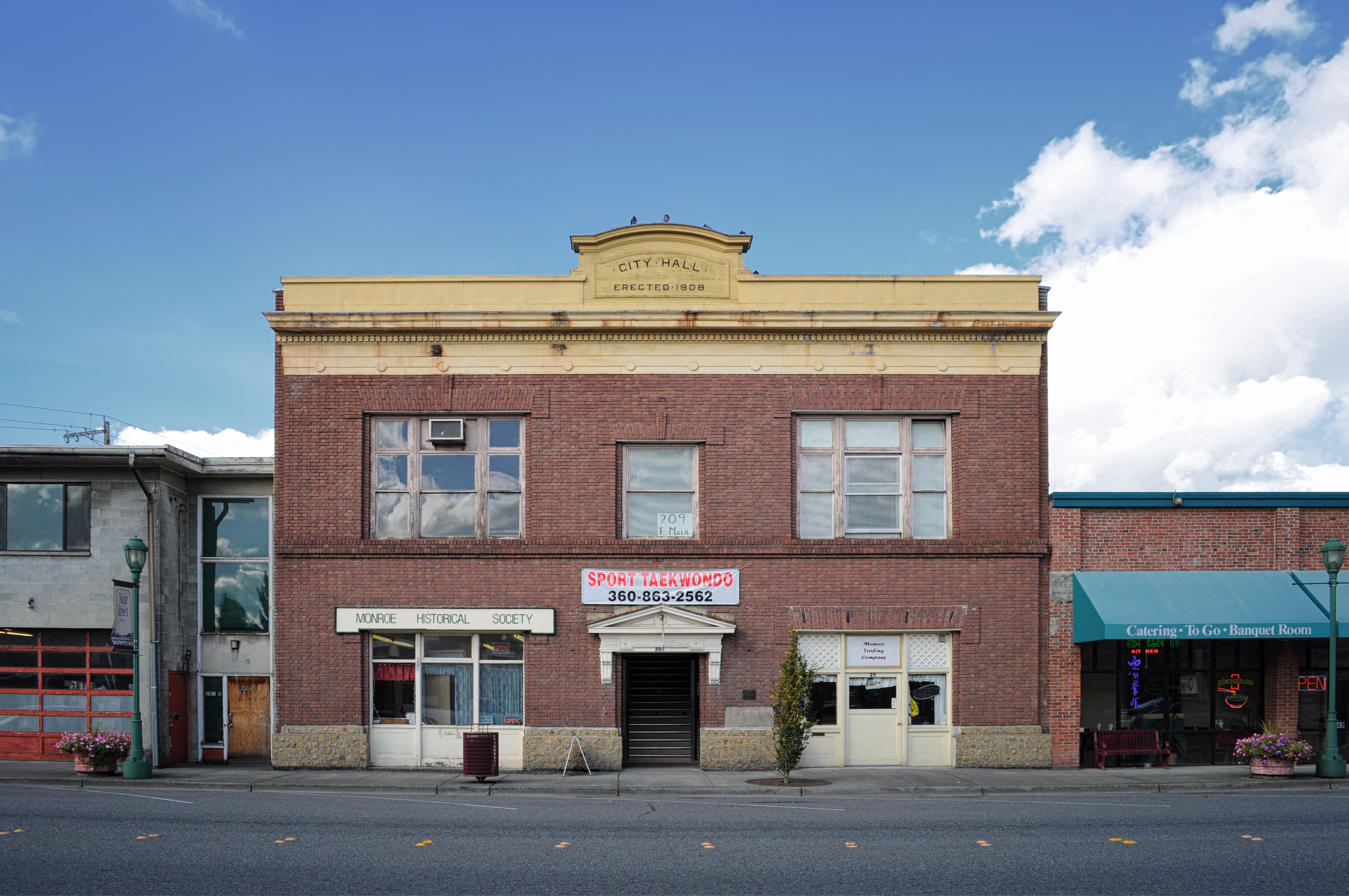
L'ancien hôtel de ville de Monroe, maintenant utilisé comme musée historique

La société historique locale de Monroe est créée en 1976 et gère un musée qui ouvre ses portes en 1982 dans l'ancien hôtel de ville du centre-ville de Monroe, construit en 1908. Le musée possède des pièces de souvenirs locaux, notamment un canoë sculpté et des équipements provenant d'entreprises fermées, ainsi qu'une grande collection de photographies historiques. La société historique accueille également une exposition lors de l'Evergreen State Fair au Shannahan Cabin, une maison historique construite dans les années 1880 et déplacée vers le parc des expositions dans les années 1960; la cabane est également inscrite au registre des lieux historiques du comté. Le parc des expositions abrite également le Western Heritage Center, un musée appartenant au comté qui possède une collection d'artefacts agricoles et industriels qui sont donnés pour être exposés.
Le centre-ville compte plusieurs bâtiments historiques qui sont construits au début du XXe siècle et préservés par des propriétaires et des groupes locaux,. À l'extrémité nord-est du centre-ville se trouve un 150 pieds (45,72 m) une cheminée à vapeur historique, le dernier vestige d'une usine de condensation de lait Carnation qui est construite en 1908 et incendiée en 1944.

## Personnalités notables
- Kathryn Aalto, paysagiste et auteur [60]
- Chuck Close, peintre et photographe [61]
- Anthony Curcio, joueur de football américain, auteur et voleur condamné
- Ben Dragavon, footballeur professionnel et entraîneur [62]
- Chad Eaton, joueur de football américain [63]
- Blye Pagon Faust, producteur de films [64]
- Roger Fisher, guitariste [65]
- James Fogle, voleur et auteur [66]
- Arthur H. Livermore, professeur de sciences et chimiste [67]
- Alex Love, boxeur poids mouche [68]
- Lloyd Meeds, représentant américain [69]
- Lee Orr, athlète olympique d'athlétisme [70]
- Ian Parmley, joueur de baseball professionnel [71]
- Kirk Pearson, représentant de l'État et sénateur [72]
- Elizabeth Scott, représentante de l'État [73]
- Dave Somers, exécutif du comté et ancien membre du conseil [74]
- Joseph J. Tyson, évêque catholique [75]
- Yukon Eric, lutteur professionnel [76],[77]